# Papež Liberij
Liberij je bil rimski papež Rimskokatoliške cerkve. * okrog 300 n. št. Rim, † 24. september 366 Rim (Rimsko cesarstvo). 

## Življenjepis

### Spori z arijanskim cesarjem Konstancijem
Pontifikat tega Rimljana je v celoti označen s spori okoli arijanstva. Tudi zahod skupaj z Rimom je vse bolj občutil brutalno, arianizmu naklonjeno državno politiko cesarja Konstancija (353-361). Liberij, blaga duša, pravo nasprotje svojega predhodnika Julija, se je zavzemal za pravovernega škofa Atanazija in je želel sklicati koncil v Ogleju. Vendar je cesar izsilil sinodi v Arlesu (353) in Milanu (355), ki sta obsodili Atanazijev nauk. Papežev odposlanec Vincencij je sicer te sinodalne odloke tudi podpisal, vendar Liberij ni hotel potrditi in je svoje nasprotovanje pisno sporočil cesarju, ki ga je ob koncu 335 poslal v pregnanstvo v Berojo.v Trakiji, v Rimu pa postavil arhidiakona Feliksa za protipapeža Feliksa II.. Trpljenje in poniževanja v izgnanstvu so postopno zlomila Liberijev odpor proti nasilnemu Konstanciju, kar izpričujejo tudi štiri njegova pisma, ki jih je ohranil škof Hilarij. Pod cesarjevim pritiskom je podpisal precej nejasen obrazec veroizpovedi, kot ga je izdelala sinoda v Sirmiju (Sremska Mitrovica) leta 351, pač pa je zavrnil arijanski obrazec veroizpovedi sirmijske sinode 357. Naslednje leto je v Sirmiju spet zasedala sinoda in izdelala nov obrazec veroizpovedi, ki ga je podpisal tudi Liberij z dodatkom, da "je Sin v vsem podoben Očetu". Zdaj mu je cesar dovolil, da se vrne v Rim, protipapeža Feliksa pa so izgnali iz mesta. Liberija so verniki sprejeli kot spoznavalca z velikim navdušenjem. Da ni odstopil od katoliške vere, je pokazal tudi s tem, da je zelo poudarjal Marijino češčenje in njej v čast zgradil baziliko.

### Potrditevnicejske veroizpovedi
Šele po Konstancijevi smrti 361 se je spet odprla pot bolj sproščenim teološkim razpravam. Vsem, ki so zagovarjali veroizpoved nicejskega koncila - ta je 325 obsodil arianizem in poudaril, da je Sin »enega bistva z Očetom« - se je pridružil tudi Liberij, ki je v tem smislu pisal vzhodnim in zahodnim škofom. 

## Dela

### Bazilika Marije Snežne
- Spomin na papeža Liberija bo trajno ostal zlasti po tem, da je dal zgraditi najprej po njem imenovano Liberijevo baziliko, ki je ena od najbolj priljubljenih rimskih cerkva in ena od štirih papeških bazilik, ki jih v jubilejnem letu obišče vsak romar. Danes se imenuje Santa Maria Maggiore ali Bazilika Marije Snežne.[5]
- Ta bazilika je največje rimsko svetišče. V tej cerkvi je ob Božiču 867 papež Hadrijan II. z vsemi častmi sprejel solunska brata Cirila in Metoda ter slovesno potrdil bogoslužne knjige v slovanskem jeziku.[6]Žitje Konstantina o tem dogodku poroča takole: Papež je sprejel slovenske knjige, jih posvetil in položil na oltar v cerkvi svete Marije, ki se imenuje Fatne (Jaslice); in peli so nad njimi sveto liturgijo.[7]

#### Legenda o nastanku cerkve
Glej Bazilika Marije Snežne, Rim

### Pisma
Štiri njegova pisma iz izgnanstva v Beroji, ki jih je ohranil škof Hilarij, govorijo o njegovem trpljenju in usodni dilemi.

## Smrt in češčenje
Liberij je končal življenje, polno nasprotovanj, 24. septembra 366 v Rimu. Pokopan je v  Priscilinih katakombah. 
- Epitaf ga hvali, da je bil spoznavalec, svet duhovnik, brezmadežen golob, ki je iskreno in neutrudno branil Božjo postavo.[5]
- Ambrož ga imenuje blaženega in piše, da so ga zaradi krepostnega življenja vsi spoštovali.
- Med Grki Epifanij in Bazilij o njem pravita, da je bil najbolj blažen in najbolj svet.[8]

### Ocena
Nekateri mu očitajo omahljivost. V nekem trenutku je klonil pod hudimi pritiski, ki jih je nad njim izvajal samovoljni in nasilni cesar, ki je zahteval, da obsodi pravovernega škofa Atanazija. Zato njegovega imena ne najdemo v novem svetniškem koledarju.
Ljudstvo je razumelo, da je papež v izgnanstvu popustil pred vladarjevim nasiljem le taktično in da je bil oviran v svobodnem oznanjevanju celotnega nauka; ko se je vrnil v Rim, so ga sprejeli kot zmagovalca. Njegovo pravovernost potrjuje tudi graditev Marijine bazilike.